# Ozyriak

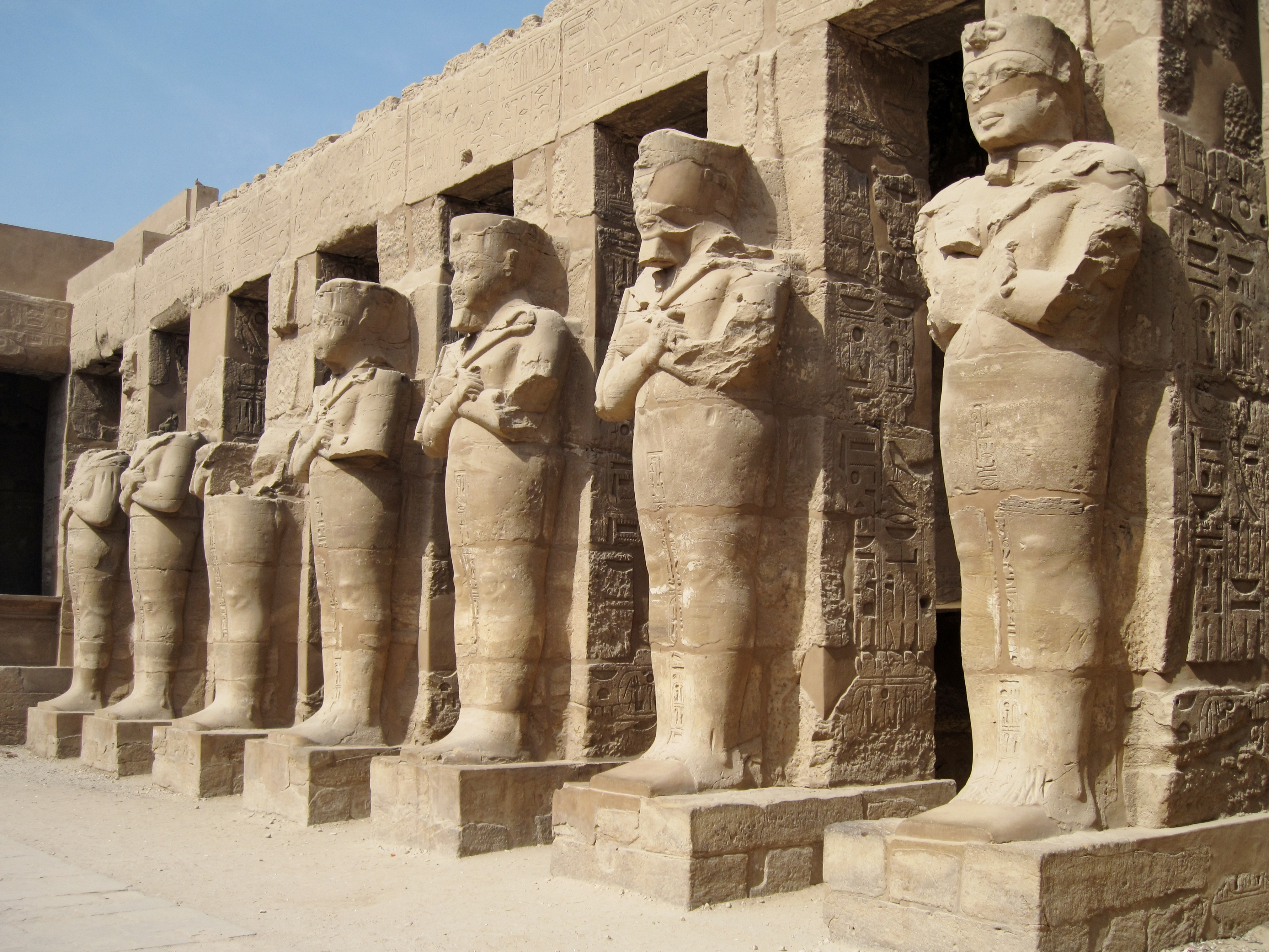
Filary ozyriackie z przedsionka świątyni Ramzesa III w Karnaku (XII wiek p.n.e.)

Ozyriak (filar ozyriacki) – w starożytnym Egipcie kształtowana podpora architektoniczna, będąca odzwierciedleniem kultu ozyriackiego w budownictwie.
Stosowany od epoki Średniego Państwa kamienny filar posągowy w postaci mumii wyobrażającej Ozyrysa z twarzą aktualnie panującego władcy. Wytwarzany według jednego wzoru i stosowany najczęściej szeregowo, stanowił element monumentalnej dekoracji architektonicznej w świątyniach.
Rzadziej stosowany w okresie XVIII dynastii, szczególną popularność osiągnął w czasach Nowego Państwa, zanikając w Epoce Późnej.
Tradycyjnie interpretowany jako wizerunek króla w postaci jednego z głównych bogów starożytnego Egiptu. Według nowszych teorii – jako symboliczny wizerunek władcy, być może nawiązujący do trzech postaci boga słońca Re.